# BanG Dream!音樂作品
Bang Dream!的音樂作品頁面，主要介紹武士道發布的多媒體企劃「BanG Dream!」、手機遊戲《BanG Dream! 少女樂團派對》中相關的CD。
內容中標註粗體的屬於歌曲，drama CD以▲ 符號標記，翻唱歌曲的原唱會以「OA」註明。歌曲中除主唱以外的成員，也有參與合聲。部分歌曲則是純由主唱負責演唱。
此外，部分歌曲收錄於手機遊戲《BanG Dream! 少女樂團派對》中。

## Poppin'Party
由主唱暨節奏吉他手戸山香澄（聲：愛美），鍵盤手市谷有咲（聲：伊藤彩沙）、貝斯手牛込里美（聲：西本梨美）、主要吉他手花園多惠（聲：大塚紗英），鼓手山吹沙綾（聲：大橋彩香）組成的高中樂隊，為了創造令人閃耀與心動的音樂而歌唱。

### 單曲CD

#### Yes!BanG Dream!
Poppin'Party的首張單曲。2015年10月11日預先發售了生產限定盤，2016年2月24日開始一般發售 。
本單曲總共出了三種版本，分別為生產限定盤（BRMM-10030）、附藍光限定盤（BRMM-10032）和普通盤（BRMM-10031）。生產限定盤與其他版本略有不同，包括：單曲封面插圖為除了山吹沙綾（大橋彩香）的四名成員，也沒有收錄純樂器演奏版本的歌曲 。
收錄曲
全作词：中村航、全作曲： 上松範康（Elements Garden）、全編曲：藤永龍太郎（Elements Garden）。
生產限定盤
1. Yes!BanG Dream! [5:08]
2. ぽっぴん'しゃっふる [4:39]
3. STAR BEAT!〜ホシノコドウ〜 [5:19]

CD（附藍光生產限定盤，及普通盤共通）
1. Yes! BanG_Dream! [5:08]
2. ぽっぴん'しゃっふる [4:39]
3. Yes! BanG_Dream!（樂器演奏）
4. ぽっぴん'しゃっふる（樂器演奏）
5. Voice Track〜戸山香澄〜▲[1:14]
  - 主演：戸山香澄（愛美）

6. Voice Track〜花園多惠〜▲[1:49]
  - 主演：花園多惠（大塚紗英）

7. Voice Track〜牛込里美〜▲[2:20]
  - 主演：牛込里美（西本梨美）

8. Voice Track〜山吹沙綾〜▲[1:58]
  - 主演：山吹沙綾（大橋彩香）

9. Voice Track〜市谷有咲〜▲[1:58]
  - 主演：市谷有咲（伊藤彩沙）

藍光影像（僅限限定版）
1. Yes!BanG Dream!（動畫MV）

#### STAR BEAT!〜ホシノコドウ〜
Poppin'Party的第二張單曲。在2016年8月3日發售。
A面曲〈STAR BEAT!〜ホシノコドウ〜〉也是BanG Dream!動畫第一期第8話的插入曲。
本單曲有普通盤（BRMM-10044）和附藍光生產限定盤（BRMM-10045）兩種版本。此外，兩種版本都附有初回發售特典「Poppin'Party 2nd Live 票券先行抽選申請券」。
收錄曲
全作词：中村航、全作曲： 上松範康（Elements Garden）、全編曲：藤永龍太郎（Elements Garden）。
CD（附藍光生產限定盤，及普通盤共通）
1. STAR BEAT!〜ホシノコドウ〜 [5:19]
  - BanG Dream!動畫第一期第8話插入曲

2. 夏空 SUN!SUN!SEVEN![4:39]
3. STAR BEAT!〜ホシノコドウ〜（樂器演奏）
4. 夏空 SUN!SUN!SEVEN!（樂器演奏）
5. 度過暑假的方法〜戶山香澄〜▲ [1:38]
  - 主演：戶山香澄（愛美）

6. 度過暑假的方法〜花園多惠〜▲ [1:13]
  - 主演：花園多惠（大塚紗英）

7. 度過暑假的方法〜牛込里美〜▲ [1:47]
  - 主演：牛込里美（西本梨美）

8. 度過暑假的方法〜山吹沙綾〜▲ [1:52]
  - 主演：山吹沙綾（大橋彩香）

9. 度過暑假的方法〜市谷有咲〜▲ [1:36]
  - 主演：市谷有咲（伊藤彩沙）

藍光影像（僅限限定版）
1. STAR BEAT!〜ホシノコドウ〜（動畫MV）

#### 走り始めたばかりのキミに／ティアドロップス
Poppin'Party的第三張單曲。在2016年12月7日發售，是初次以雙A面曲形式發售的單曲。
其中一首A面曲〈ティアドロップス〉，是2018年動畫第一期再放送版的片尾曲。
本單曲有普通盤（BRMM-10056）和附藍光生產限定盤（BRMM-10055）兩種版本，並且兩種版本採用了不同的封面插圖。
兩種版本內皆有附上初回發售特典「Poppin'Party 3rd Live 票券先行抽選申請券」。
排行榜成績
2016年12月19日Oricon公信榜達到週間十名，刷新了Poppin'Party的最高順位。此外，這也是BanG Dream企劃首次獲得週間十名以內的紀錄，直到2017年4月Roselia的首張單曲《BLACK SHOUT》以週間第七名的順位刷新紀錄。
收錄曲
全作词：中村航、全作曲： 上松範康（Elements Garden）。
CD（附藍光生產限定盤，及普通盤共通）
1. 走り始めたばかりのキミに [4:19]
  - 編曲：藤永龍太郎（Elements Garden）

2. ティアドロップス [3:37]
  - 編曲：末益涼太（Elements Garden）

3. 走り始めたばかりのキミに（樂器演奏）
4. ティアドロップス（樂器演奏）
5. 聖誕節☆〜戸山香澄〜▲[1:13]
  - 主演：戸山香澄（愛美）

6. 聖誕節的發現〜花園多惠〜▲[1:20]
  - 主演：花園多惠（大塚紗英）

7. 聖誕節的樂趣〜牛込里美〜▲[1:26]
  - 主演：牛込里美（西本梨美）

8. 聖誕節是戰爭？〜山吹沙綾〜▲[1:22]
  - 主演：山吹沙綾（大橋彩香）

9. 想冬眠〜市谷有咲〜▲[1:30]
  - 主演：市谷有咲（伊藤彩沙）

藍光影像（僅限限定盤）
1. BanG Dream! First☆LIVE Sprin' PARTY 2016! 演唱會影像

1. Yes! BanG_Dream!
2. GLAMOROUS SKY
  - 歌：戸山香澄（愛美）、OA：中島美嘉

3. God knows...
  - 歌：牛込里美（西本梨美）、OA：凉宫春日（平野綾）

4. 空色デイズ
  - 歌：花園多惠（大塚紗英）、OA：中川翔子

5. DISCOTHEQUE
  - 歌：市谷有咲（伊藤彩沙）、OA：水樹奈奈

6. 一番の宝物
  - 歌：山吹沙綾（大橋彩香）、OA：Girls Dead Monster

7. ティアドロップス
8. ぽっぴん’しゃっふる
9. 走り始めたばかりのキミに
10. Yes! BanG_Dream!
11. STAR BEAT!〜ホシノコドウ〜

1. 「走り始めたばかりのキミに」（短版動畫MV）

#### ときめきエクスペリエンス！
Poppin'Party的第四張單曲。在2017年2月1日發售。
A面曲的〈ときめきエクスペリエンス！〉同時作為動畫第一期的主題曲、電視節目月刊武士道TV with BanG Dream!及手机游戏「BanG Dream!少女樂團派對」的廣告曲。
此次單曲的特典為Weiß SchwarzPR卡（共五種，隨機獲得兩種），以及相關連動活動的申請券、貼紙等。
收錄曲
全作曲： 上松範康（Elements Garden）。
1. ときめきエクスペリエンス！[4:17]
  - 作詞：中村航，編曲：藤間仁（Elements Garden）

2. 1000回潤んだ空 [5:31]
  - 作詞：上松範康（Elements Garden），編曲：藤永龍太郎（Elements Garden）

3. ときめきエクスペリエンス！（樂器演奏）
4. 1000回潤んだ空（樂器演奏）
5. BanG Dream!小短劇〜如何度過放學時光〜▲ [5:05]

#### キラキラだとか夢だとか 〜Sing Girls〜
Poppin'Party的第五張單曲。2017年2月15日發售。
A面曲〈キラキラだとか夢だとか〉被作為動畫第一期，以及電視節目月刊武士道TV with BanG Dream!。
單曲特典為Weiß SchwarzPR卡（1種），初回特典則有連動活動的抽選券，以及學生手冊風格的閃卡（全六種，隨機提供一種）。
收錄曲
全作詞：中村航，全作曲、編曲：藤永龍太郎（Elements Garden）
1. キラキラだとか夢だとか 〜Sing Girls〜［5：06］
2. Happy Happy Party!［4：43］
3. キラキラだとか夢だとか 〜Sing Girls〜（樂器演奏）
4. Happy Party!（樂器演奏）
5. BanG Dream!小短劇〜如何度過午休時光〜▲ ［3：52］

#### 前へススメ!／夢みるSunflower
Poppin'Party的第六張單曲。2017年5月10日發售。
本次的A面曲是〈前へススメ!〉和〈夢みるSunflower〉為動畫第一期的插入曲 。此外，這也是繼第三張單曲《走り始めたばかりのキミに／ティアドロップス》後，再度採用雙A面的形式發售。
單曲的初回發售特典為角色貼紙（全六種，隨機贈送一種）。
收錄曲
全作詞：中村航，全作曲、編曲：藤田淳平（Elements Garden）
1. 前へススメ!［5：08］
  - 作曲：上松範康（Elements Garden）

2. 夢みるSunflower［4：39］
  - 作曲：藤田淳平（Elements Garden）

3. 前へススメ!（樂器演奏）
4. 夢みるSunflower（樂器演奏）
5. 樂曲介紹 from Poppin'Party▲［6：05］

#### Time Lapse
Poppin'Party的第七張單曲。2017年9月20日發售。
本單曲收錄OVA動畫的插入曲〈八月のif〉。
推出普通盤（BRMM-10096）和附藍光生產限定盤（BRMM-10095）兩種版本，其中藍光版收錄了「BanG Dream! 3rd☆LIVE Sparklin' PARTY 2017!!」的演唱會影像及製作紀錄片。
初回生產特典為角色卡（全六種，隨機一種發放），以及單曲發布特別紀念活動參加抽選券。
收錄曲（生產限定盤、普通盤共通）
全作詞：中村航
1. Time Lapse
  - 作曲：上松範康（Elements Garden）、編曲：藤田淳平（Elements Garden）

2. 八月のif
  - 作曲：藤永龍太郎（Elements Garden）
  - 由香澄和沙綾合唱。

3. 夏のド─ン!
  - 作曲、編曲：岩橋星實（Elements Garden）

4. Time Lapse（樂器演奏）
5. 八月のif（樂器演奏）
6. 夏のド─ン!（樂器演奏）

藍光影像（僅限限定盤）
1. 「BanG Dream! 3rd☆LIVE Sparklin' PARTY 2017!!」演唱會影像
2. 3rd☆Live製作紀錄片

#### クリスマスのうた
Poppin'Party的第八張單曲。2017年12月13日發售。
收錄曲〈B.O.F〉為動畫未來卡片 戰鬥夥伴的片尾曲，作曲家是BREAKERZ的Daigo，是首度由Elements Garden以外的作曲家負責。
發行了普通盤（BRMM-10101）和附藍光生產限定盤（BRMM-10100）兩種版本。藍光限定盤中收錄了「BanG Dream! 4th☆LIVE Miracle PARTY 2017! at 日本武道館」的演唱會影像。
初回生產特典贈送了未來卡片 戰鬥夥伴的PR卡（一種、一枚），發售前日（12月12日）在TSUTAYA池袋店舉行了發售紀念活動。
收錄曲（生產限定盤、普通盤共通）
全作詞：中村航
1. クリスマスのうた
  - 作曲：菊田大介（Elements Garden）、編曲：岩橋星實（Elements Garden）

2. B.O.F
  - 作曲：Daigo、編曲：宅見將典
  - 香澄與多惠合唱。

3. キミにもらったもの
  - 作曲、編曲：母里治樹（Elements Garden）

4. クリスマスのうた（樂器演奏）
5. B.O.F（樂器演奏）
6. キミにもらったもの（樂器演奏）

藍光影像（僅限限定盤）
1. 「BanG Dream! 4th☆LIVE Miracle PARTY 2017! at 日本武道館」演唱會影像

#### CiRCLING
Poppin'Party的第九張單曲。2018年3月21日發售。
收錄曲〈Light Delight〉為電視節目「BanG Dream! TV」的片頭曲。
初回生產特典為角色卡（全六種，隨機一種）與「BanG Dream! 5th☆LIVE」特別二次先行抽選券。
此外，若同時購買本單曲與Roselia第五張單曲《Opera of the wasteland》，將會獲得一枚特製的翻唱CD（翻唱曲為遊戲中收錄的短版）。
收錄曲
全作詞：中村航
1. CiRCLING
  - 作曲、編曲：岩橋星實（Elements Garden）

2. Light Delight
  - 作曲、編曲：藤永龍太郎（Elements Garden）

3. CiRCLING（樂器演奏）
4. Light Delight（樂器演奏）

#### 二重の虹／最高!
Poppin'Party的第十張單曲。2018年7月11日發售。繼六單《前へススメ!／夢みるSunflower》後再度採用了雙A面曲的形式。
其中一首A面曲〈最高!〉，為動畫未來卡片 戰鬥夥伴神系列的片頭曲。
有普通盤（BRMM-10126）和附藍光生產限量盤（BRMM-10125）兩版本。藍光光碟中收錄了〈ティアドロップス〉的MV及2018年動畫再放送中的無字幕版，以及2018年1月13日、14日舉行的「Garupa Live」中，Poppin'Party的表演片段。
初回生產特典為角色卡（六種隨機抽取一種），以及樂團組成三周年紀念活動的抽選券。
在發售日7月11日時登上了Oricon公信榜第三名，在同一天ITunes Store的總體排名中取得了第一名 。公信榜每周排名在第四位，刷新了該團的最高紀錄。
收錄曲（生產限定盤、普通盤共通 ）
全作詞：中村航
1. 二重の虹（ダブルレインボウ）
  - 作曲、編曲：菊田大介（Elements Garden）
  - 同時也是遊戲內Poppin'Party主線劇情第二章的代表曲目。

2. 最高!（さあいこう）
  - 作曲、編曲： 藤田淳平（Elements Garden）

3. 二重の虹（樂器演奏）
4. 最高!（樂器演奏）

藍光影像（僅限限定盤）
1. 「ティアドロップス」MV
2. 動畫「BanG Dream!」再放送新片尾曲「ティアドロップス」無字幕版
3. Poppin'Party Garupa Live（2018年1月13日、東京ビッグサイト）
4. Poppin'Party Garupa Live（2018年1月14日、東京ビッグサイト）

#### ガールズコード
Poppin'Party的第十一張單曲。2018年10月3日發售。
本張A面曲〈ガールズコード〉為電視節目「BanG Dream! TV」的片頭曲。
初回生產特典為唱片封面插圖（全六種，隨機贈送一種），以及「BanG Dream! 6th☆LIVE」、「BanG Dream!廣播祭!」兩場活動的抽選券。
收錄曲
全作詞：中村航
1. ガールズコード
  - 作曲、編曲：藤永龍太郎（Elements Garden）

2. 切ないSandglass
  - 作曲：上松範康（Elements Garden）、編曲：菊田大介（Elements Garden）

3. ガールズコード（樂器演奏）
4. 切ないSandglass（樂器演奏）

#### キズナミュージック♪
Poppin'Party的第十二張單曲。2018年12月12日發售。
本張單曲的A面曲〈キズナミュージック♪〉為動畫「BanG Dream! 2nd Season」的片頭曲，是2018年9月2日至11月25日間各周末及假日行駛的「BanG Dreamer 感謝Caravan」所發布的CD曲目完整版。此外，若一併購入同天發售的Roselia《BRAVE JEWEL》及RAISE A SUILEN《R‧I‧O‧T》的話，將會獲得一張翻唱CD，其中收錄了部分翻唱曲在遊戲中的短版曲目。
初回生產特典為角色卡一枚（全五種），以及「BanG Dream! 7th☆LIVE」的先行抽選申請券。
收錄曲
全作詞：中村航
1. キズナミュージック♪
  - 作曲、編曲：藤永龍太郎（Elements Garden）

2. Home Street
  - 作曲、編曲：都丸椋太（Elements Garden）

3. キズナミュージック♪（樂器演奏）
4. Home Street（樂器演奏）

藍光影像（僅限限定版）
1. 「BanG Dream!」動畫第二季片頭曲〈キズナミュージック♪〉無字幕版本

#### Jumpin'
Poppin'Party的第十三張單曲。2019年2月20日發售。
本次單曲為六個樂團同時發售的其中一張，A面曲〈Jumpin'〉是動畫「BanG Dream! 2nd Season」的片尾曲之一。
初回生產特典為角色卡一枚（全五種），以及5月18日、19日舉行的與SILENT SIREN的樂團對抗LIVE「NO GIRL NO CRY」的抽選券。
收錄曲
全作詞：中村航
1. Jumpin'
  - 作曲： 上松範康（Elements Garden）、编曲：岩橋星實（Elements Garden）

2. What's the POPIPA!?
  - 作曲、編曲：菊田大介（Elements Garden）

3. Jumpin'（樂器演奏）
4. What's the POPIPA!?

藍光影像（僅限限定版）
1. 「BanG Dream! 5th☆LIVE」Day1：Poppin'Party HAPPY PARTY 2018!!（2018年5月12日，幕張展覽館）

#### Dreamers Go!／Returns
Poppin'Party的第十四張單曲。預計於2019年5月15日發售。
〈Dreamers Go!〉及〈Returns〉皆為動畫「BanG Dream! 2nd Season」的插入曲，〈Dreamers Go!〉用於第十三話、〈Returns〉用於第十二話。生產限定盤收錄動畫「BanG Dream! 2nd Season」第一話、第二話、下回預告及電視廣告的藍光版本。
初回限定特典為角色卡一張（全五種）。
收錄曲
全作詞：中村航
1. Dreamers Go!
  - 作曲： 上松範康（Elements Garden）、編曲：藤田淳平（Elements Garden）

2. Returns
  - 作曲、編曲：菊田大介（Elements Garden）

3. Dreamers Go!（樂器演奏）
4. Returns（樂器演奏）

藍光影像（僅限限定盤）
1. 動畫「BanG Dream! 2nd Season」＃１～＃２
2. 網路用下回預告＃１～＃２
3. 動畫「BanG Dream! 2nd Season」廣告 Poppin'Party篇

#### イニシャル/夢を撃ち抜く瞬間に！
Poppin'Party的第十五張單曲。於2020年1月8日發售。
本張單曲為首次使用雙版本，分別為<キラキラVer.>及<ドキドキVer.>，而在iTunes Store上販售的版本為將兩個版本合一的<Special Edition>。
兩個版本的共通曲目〈イニシャル〉及〈夢を撃ち抜く瞬間に！〉分別為動畫「BanG Dream! 3rd Season」的片頭曲及片尾曲。
收錄曲
全作詞：中村航
<キラキラVer.>
1. イニシャル
  - 作曲： 上松範康（Elements Garden）、編曲：藤永龍太郎（Elements Garden）

2. 夢を撃ち抜く瞬間に！
  - 作曲： 上松範康（Elements Garden）、編曲：竹田祐介（Elements Garden）

3. SAKURA MEMORIES
  - 作曲、編曲：藤間仁（Elements Garden）

4. イニシャル（樂器演奏）
5. 夢を撃ち抜く瞬間に！（樂器演奏）
6. SAKURA MEMORIES（樂器演奏）

<ドキドキVer.>
1. イニシャル
  - 作曲： 上松範康（Elements Garden）、編曲：藤永龍太郎（Elements Garden）

2. 夢を撃ち抜く瞬間に！
  - 作曲： 上松範康（Elements Garden）、編曲：竹田祐介（Elements Garden）

3. アニバーサリー
  - 作曲、編曲：岩橋星實（Elements Garden）

4. イニシャル（樂器演奏）
5. 夢を撃ち抜く瞬間に！（樂器演奏）
6. アニバーサリー（樂器演奏）

藍光影像（僅限限定盤）（兩版本共通）
1. 動畫「BanG Dream! 2nd Season」＃13
2. 動畫「BanG Dream! 3rd Season」＃1
3. Band Dream！TV特別篇＃1

### 專輯

#### Poppin'on!
Poppin'Party的第一張專輯。2019年1月30日發售。
有普通盤（BRMM-10171）和附藍光生產限定盤（BRMM-10170）兩種版本。
除了收錄至十一單中的17首舊曲目之外，也新收錄了五首無插電版本歌曲。此外，2018年4月23日在各網站上作為動畫第一期原聲帶先行發布的短版〈私の心はチョココロネ〉，本張專輯中也首度收錄了完整版本。
生產限定盤中，藍光影像另外收錄了「BanG Dream! TV」節目「そうだキャラバンに行こう。〜バンドリーマー感謝キャラバンの旅〜」的導演剪輯版，並包含相關照片的寫真集。
兩種版本共通的初回限定特典，則是各自版本的專輯封面插圖貼紙。
收錄內容
Disc1除〈私の心はチョココロネ〉外，所有的作詞者皆為中村航。
CD（兩版共通）

Disc1
1. Yes! BanG Dream! 
  - 作曲：上松範康（Elements Garden）、編曲：藤永龍太郎（Elements Garden）

2. STAR BEAT!〜ホシノコドウ〜
  - 作曲：上松範康（Elements Garden）、編曲：藤永龍太郎（Elements Garden）

3. 走り始めたばかりのキミに
  - 作曲：上松範康（Elements Garden）、編曲：藤永龍太郎（Elements Garden）

4. ティアドロップス
  - 作曲：上松範康（Elements Garden）、編曲：末益涼太（Elements Garden）

5. ときめきエクスペリエンス！
  - 作曲：上松範康（Elements Garden）、編曲：藤間仁（Elements Garden）

6. キラキラだとか夢だとか 〜Sing Girls〜
  - 作曲、編曲：藤永龍太郎（Elements Garden）

7. 私の心はチョココロネ
  - 作詞：織田あすか（Elements Garden）、作曲、編曲：藤田淳平（Elements Garden）

8. 前へススメ！
  - 作曲：上松範康（Elements Garden）、編曲：藤田淳平（Elements Garden）

9. 夢みるSunflower
  - 作曲・編曲：藤田淳平（Elements Garden）

10. ティアドロップス 〜Popipa 無插電版本〜 
  - 作曲：上松範康（Elements Garden）

11. 走り始めたばかりのキミに〜Popipa 無插電版本〜
  - 作曲：上松範康（Elements Garden）

Disc2
1. Time Lapse
  - 作曲：上松範康（Elements Garden）、編曲：藤田淳平（Elements Garden）

2. 八月のif
  - 作曲、編曲：藤永龍太郎（Elements Garden）

3. クリスマスのうた
  - 作曲：菊田大介（Elements Garden），编曲：岩橋星實（Elements Garden）

4. B.O.F
  - 作曲：Daigo、編曲：宅見將典

5. CiRCLING
  - 作曲、编曲：岩橋星實（Elements Garden）

6. 二重の虹
  - 作曲、編曲：菊田大介（Elements Garden）

7. 最高！
  - 作曲、編曲：藤田淳平（Elements Garden）

8. ガールズコード
  - 作曲、編曲：藤永龍太郎（Elements Garden）

9. Yes! BanG Dream! 〜Popipa 無插電版本〜
  - 作曲：上松範康（Elements Garden）

10. 夏空 SUN! SUN! SEVEN! 〜Popipa 無插電版本〜 
  - 作曲：上松範康（Elements Garden）

11. STAR BEAT!〜ホシノコドウ〜 〜Popipa 無插電版本〜
  - 作曲：上松範康（Elements Garden）

藍光影像（僅限限定盤）
1. 「そうだキャラバンに行こう。〜バンドリーマー感謝キャラバンの旅〜」導演剪輯版

#### Breakthrough!
Poppin'Party的第二張專輯。預計於2020年6月3日發售。
有普通盤（BRMM-10254）和附藍光生產限定盤（BRMM-10253）兩種版本。
收錄內容
CD

Disc1 （兩版共通）
1. Breakthrough!

2. NO GIRL NO CRY/Poppin'Party Ver.
  - 作詞：中村航、作編曲：藤永龍太郎（Elements Garden）

3. イニシャル
  - 作詞：中村航、作曲：上松範康（Elements Garden）、編曲：藤永龍太郎（Elements Garden）

4. Hello! Wink!

5. STEP×STEP！
  - 作詞:中村航、作編曲：岩橋星實（Elements Garden）

6. Jumpin'
  - 作詞:中村航、作曲：上松範康（Elements Garden）、編曲：岩橋星實（Elements Garden）

7. White Afternoon
  - 作詞:中村航、作曲：上松範康（Elements Garden）

8. キラキラスター！

9. Returns
  - 作詞:中村航、作編曲：菊田大介（Elements Garden）

10. Dreamers Go!
  - 作詞:中村航、作曲：上松範康（Elements Garden）、編曲：藤田淳平（Elements Garden）

11. キズナミュージック♪
  - 作詞:中村航、作編曲：藤永龍太郎（Elements Garden）

12. ミライトレイン

13. 夢を撃ち抜く瞬間に！
  - 作詞:中村航、作曲：上松範康（Elements Garden）、編曲：竹田祐介（Elements Garden）

Disc2 （僅限限定盤）
1. ぽっぴん'しゃっふる
  - 作詞：中村航、作曲：上松範康（Elements Garden）、編曲：藤永龍太郎（Elements Garden）

2. 夏空 SUN! SUN! SEVEN!
  - 作詞：中村航、作曲：上松範康（Elements Garden）、編曲：藤永龍太郎（Elements Garden）

3. 1000回潤んだ空
  - 作詞/作曲：上松範康（Elements Garden）、編曲：藤永龍太郎（Elements Garden）

4. HAPPY HAPPY PARTY!
  - 作詞：中村航、作編曲：藤永龍太郎（Elements Garden）

5. 夏のドーン！
  - 作詞:中村航、作編曲：岩橋星實（Elements Garden）

6. キミにもらったもの
  - 作詞:中村航、作編曲：母里治樹（Elements Garden）

7. Light Delight
  - 作詞：中村航、作編曲：藤永龍太郎（Elements Garden）

8. 切ないSandglass
  - 作詞:中村航、作曲：上松範康（Elements Garden）、編曲：菊田大介（Elements Garden）

9. Home Street
  - 作詞:中村航、作編曲：都丸椋太（Elements Garden）

10. What's the POPIPA!?
  - 作詞:中村航、作編曲：菊田大介（Elements Garden）

11. SAKURA MEMORIES
  - 作詞:中村航、作編曲：藤間仁（Elements Garden）

12. アニバーサリー
  - 作詞:中村航、作編曲：岩橋星實（Elements Garden）

藍光影像（僅限限定盤）

### 影像作品
| 發售日      | 標題                             | 規格               | 規格產品編號 | 最高位 |
| ----------- | -------------------------------- | ------------------ | ------------ | ------ |
| 2018年5月30 | Poppin'Party 2015-2017 LIVE BEST | 藍光光碟＋寫真小冊 | BRMM-10124   | 9      |

## Roselia
由主唱湊友希那（聲：相羽亞衣奈）、吉他手冰川紗夜（聲：工藤晴香）、貝斯手今井莉莎（聲：遠藤祐里香〈初任〉→中島由貴〈第二任〉）、鼓手宇田川亞子（聲：櫻川惠）、鍵盤手白金燐子（聲：明坂聰美〈初任〉→志崎樺音〈第二任〉）五人組成，為追求在「Future World FES」上演出的本格派少女樂團。

### 單曲CD

#### BLACK SHOUT
Roselia首次亮相的單曲。2017年4月19日發售。
發售了普通盤（BRMM-10086）和生產限定盤（BRMM-10085）兩種。生產限定盤中附帶的藍光影像，收錄了A面曲〈BLACK SHOUT〉的MV，以及Roselia在2017年2月5日舉辦的「BanG Dream! 3rd☆LIVE Sparklin’ PARTY 2017!」中的表演影像。
A面曲〈BLACK SHOUT〉是一首像Roselia一樣黑暗和酷炫的歌曲，而〈LOUDER〉則是一首流行搖滾樂曲。
此外，兩種版本的CD內，都附有2017年6月30日舉辦的「Roselia 1st Live」演唱會先行抽選申請券，以及角色貼紙（全六種，隨機贈送一種）。
排行榜成績
在發售前，即已在亞馬遜的漫畫‧音樂排行榜上排名第1。2017年5月1日的Oricon公信榜上，達到了週間排名第七位的紀錄，第一週的銷售量達到1.1萬張。此外，在2017年5月時，同屬BanG Dream!企劃的Poppin'Party單曲《走り始めたばかりのキミに／ティアドロップス》達到第十名，Pastel*Palettes的單曲《しゅわりん☆どり〜みん》則達到週間第四名的紀錄，是關聯作品中的最高排名。
收錄曲
全作詞：織田あすか（Elements Garden），全編曲：藤永龍太郎（Elements Garden）
CD（生產限定盤、普通盤共通）
1. BLACK SHOUT
  - 作曲：上松範康（Elements Garden）

2. LOUDER
  - 作曲：藤永龍太郎（Elements Garden）

3. BLACK SHOUT（樂器演奏）
4. LOUDER（樂器演奏）
5. Roselia迷你劇〜樂團練習篇〜▲
  - 主演：Roselia

藍光影像（僅限限定盤）
1. Roselia現場影像

1. 魂のルフラン（OA：高橋洋子）
2. Hacking to the Gate（OA：伊藤香奈子）
3. BLACK SHOUT

1. 〈BLACK SHOUT〉MV

#### Re:birth day
Roselia的第二張單曲。2017年6月28日發售。
分為普通盤（BRMM-10091）和生產限定盤（BRMM-10090）。生產限定盤的藍光影像，收錄了2017年4月30日於橫濱體育館舉辦的「武士道10周年紀念Live」的Roselia後台影像，以及〈Re:birth day〉的現場演唱影像。
兩種版本的單曲，初回生產特典皆為7月29舉行的「Roselia 1st Live Rosenlied 追加公演」先行抽選券，以及角色卡一張（全六種，隨機發放）。
收錄曲
全作詞：織田あすか（Elements Garden），全作曲、編曲：藤永龍太郎（Elements Garden）
CD（生產限定盤、普通盤共通）
1. Re:birth day
2. 陽だまりロードナイト
3. Re:birth day（樂器演奏）
4. 陽だまりロードナイト（樂器演奏）
5. Roselia迷你劇〜接觸動物篇〜▲
  - 主演：Roselia

藍光影像（僅限限定盤）
1. 〈Re:birth day〉現場表演影像
2. 後台剪輯影片（「武士道10周年紀念Live」＜2017.4.30 橫濱競技場＞）

#### 熱色スターマイン
Roselia的第三張單曲。2017年8月30日發售。
本次單曲的A面曲〈熱色スターマイン〉為「BanG Dream!」OVA動畫的片尾曲。
〈-HEROIC ADVENT-〉則被當作東京電視台動畫「卡片戰鬥先導者GZ」的片尾曲。這也是BanG Dream!企劃初次與企劃外的其他節目首次連動合作。
初回生產特典為10月8日舉辦的「Roselia 2nd Live」先行抽選券，以及一枚角色貼紙（全六種，隨機發放）。
收錄曲
全作詞：織田あすか（Elements Garden），全編曲：藤永龍太郎（Elements Garden）
1. 熱色スターマイン
  - 作曲：上松範康（Elements Garden） 

2. -HEROIC ADVENT-
  - 作曲：藤田淳平（Elements Garden）

3. 熱色スターマイン（樂器演奏）
4. -HEROIC ADVENT-（樂器演奏）
5. Roselia迷你劇〜亞子的中二病辭典篇〜▲
  - 主演：Roselia

#### ONENESS
Roselia的第四張單曲。2017年11月29日發售。
分為普通盤（BRMM-10103）和生產限定盤（BRMM-层10102）兩種。生產限定盤的蓝光影像中，收錄了2017年7月29日在有明競技場舉行的「Roselia 1st Live『Rosenlied』追加公演」演唱會錄影。
兩種版本的單曲，初回生產特典皆是角色卡一枚（全五種，隨機發放）。
收錄曲
全作詞：織田あすか（Elements Garden）
1. ONENESS
  - 作曲： 上松範康（Elements Garden）、編曲：藤永龍太郎（Elements Garden）

2. Determination Symphony
  - 作曲、编曲：藤永龍太郎（Elements Garden）

3. ONENESS（樂器演奏）
4. Determination Symphony（樂器演奏）

藍光（僅限限定盤）
1. 「Roselia 1st Live『Rosenlied』追加公演」演唱會錄影

1. LOUDER
2. BLACK SHOUT
3. 魂のルフラン（OA：高橋洋子，新世紀福音戰士劇場版主題曲）
4. Hacking to the gate（OA：伊都香奈子，命運石之門動畫版片頭曲）
5. 熱色スターマイン
6. ETARNAL BLAZE（OA：水樹奈奈，魔法少女奈葉A's片頭曲）
7. 陽だまりロードナイト
8. Re: birth day
9. BLACK SHOUT
10. LOUDER

#### Opera of the wasteland
Roselia的第五張單曲。2018年3月21日發售。
Ｂ面曲〈軌跡〉是Roselia第一首抒情慢歌，被粉絲們認為是寫給2017年年底宣告自業界引退的遠藤祐里香。
初回生產特典封入了一枚角色卡（全六種，隨機抽取），以及「BanG Dream! 5th☆LIVE」特別二次先行抽選券。
此外，若同時購買本單曲與Poppin'Party同日販售的第九張單曲《CiRCLING》，將會獲得一枚特製的翻唱CD（翻唱曲為遊戲中收錄的短版）。
收錄曲
全作詞：織田あすか（Elements Garden），全作編曲：藤永龍太郎（Elements Garden）
1. Opera of the wasteland
2. 軌跡
3. Opera of the wasteland（樂器演奏）
4. 軌跡（樂器演奏）

#### R
Roselia的第六張單曲，2018年7月25日發售。自本張專輯開始，今井莉莎的角色由中島由貴接替引退的遠藤祐里香。
B面曲〈BLACK SHOUT〉及〈Neo-Aspect〉分別是第一張單曲、第一張專輯個別收錄曲的重錄版。
發行了普通盤（BRMM-10128）及附藍光生產限定盤（BRMM-10127）。藍光光碟收錄了2018年1月13日、14日於東京國際展示場舉行的「Garupa Live」中，Roselia的表演片段；以及〈Neo-Aspect〉的MV影像。
初回生產特典為「Roselia Fan Meeting 2018」活動抽選券。
收錄曲
全作詞：織田あすか（Elements Garden），全編曲：藤永龍太郎（Elements Garden）
1. R
  - 作曲： 上松範康（Elements Garden）

2. BLACK SHOUT（重錄版）
  - 作曲：上松範康（Elements Garden）

3. Neo-Aspect（重錄版）
  - 作曲：藤永龍太郎（Elements Garden）

4. R（樂器演奏）
5. BLACK SHOUT（重錄版）（樂器演奏）

藍光影像（僅限限定盤）
1. 第一日（「Garupa Live」2018年1月13日，東京國際展示場）

1. LOUDER
2. Re:birth day
3. 陽だまりロードナイト
4. ONENESS

1. 第二日（「Garupa Live」2018年1月14日，東京國際展示場）

1. BLACK SHOUT
2. 熱色スターマイン
3. ONENESS

1. 〈Neo-Aspect〉MV

#### BRAVE JEWEL
Roselia的第七張單曲。2018年12月12日發售。
本張單曲的A面曲〈BRAVE JEWEL〉為動畫「BanG Dream! 2nd Season」的片頭曲之一，是2018年9月2日至11月25日間各週末及假日行駛的「BanG Dreamer 感謝Caravan」所發布的CD曲目完整版。此外，若一併購入同天發售的Poppin'Party《キズナミュージック♪》及RAISE A SUILEN《R‧I‧O‧T》的話，將會獲得一張翻唱CD，其中收錄了部分翻唱曲在遊戲中的短版曲目。
初回生產特典為CD封面插圖一枚（全五種），及「BanG Dream! 7th☆LIVE」的演唱會先行抽選券。
收錄曲
全作詞：織田あすか（Elements Garden），全編曲：藤永龍太郎（Elements Garden）
1. BRAVE JEWEL
  - 作曲：上松範康（Elements Garden）

2. Sanctuary
  - 作曲：藤永龍太郎（Elements Garden）

3. BRAVE JEWEL（樂器演奏）
4. Sanctuary（樂器演奏）

藍光影像
1. 動畫「BanG Dream! 2nd Season」片頭曲〈BRAVE JEWEL〉無字幕版本

#### Safe and Sound
Roselia的第八張單曲。2019年2月20日發售。
A面曲〈Safe and Sound〉是動畫「BanG Dream! 2nd Season」的片尾曲之一。
發行普通盤（BRMM-10161）及附藍光生產限量盤（BRMM-10160）。藍光光碟收錄2018年5月13日舉行的演唱會「BanG Dream! 5th☆LIVE Day2：Roselia -Ewigkeit-」影像。
初回生產特典為角色卡一枚（全五種，隨機發放），以及2019年8月3日、4日舉辦的Roselia單獨演唱會「Flamme／Wasser」活動先行抽選券。
若與Hello, Happy World!的《ハイファイブ∞あどべんちゃっ》一同購入，會獲得特典藍光CD，收錄演唱會中場影片「Roselia -Ewigkeit- 『Roselia 角色設定不可崩壞！！問答挑戰』」 完全版。
收錄曲（生產限定盤、普通盤共通）
全作詞：織田あすか（Elements Garden）
1. Safe and Sound
  - 作曲：藤田淳平（Elements Garden）、編曲：藤永龍太郎（Elements Garden）

2. PASSIONATE ANTHEM
  - 作編曲：藤永龍太郎（Elements Garden）

3. Safe and Sound（樂器演奏）
4. PASSIONATE ANTHEM（樂器演奏）

藍光影像（僅限限定盤）
1. 「BanG Dream! 5th☆LIVE」Day2：Roselia -Ewigkeit-（2018.5.13）
  1. ONENESS
  2. Determination Symphony
  3. 翻唱組曲
    1. 魂のルフラン（OA：高橋洋子）
    2. Hacking to the Gate（OA：伊都香奈子）
    3. ETERNAL BLAZE（OA：水樹奈奈）

  4. 深愛（OA：水樹奈奈）
  5. 熱色スターマイン
  6. 軌跡
  7. Re:birth day
  8. -HEROIC ADVENT-
  9. Neo-Aspect
  10. BLACK SHOUT
  11. 陽だまりロードナイト

#### FIRE BIRD
Roselia的第九張單曲。預計2019年7月24日發售。
A面曲〈FIRE BIRD〉為動畫「BanG Dream! 2nd Season」第十三話插入曲。生產限定盤的藍光光碟，將收錄動畫「BanG Dream! 2nd Season」第五、第六話，及下回預告、電視廣告。
本張單曲中的〈Ringing Bloom〉也是飾演白金燐子的明坂聰美因突發性失聰宣布自BanG Dream!企劃引退後，最後一首在遊戲中參與錄製的歌曲。
然而，在正式釋出的單曲試聽影片中，〈Ringing Bloom〉白金燐子的獨唱段落是由志崎樺音所錄製的版本。
收錄曲
全編曲：藤永龍太郎（Elements Garden）
1. FIRE BIRD
  - 作詞、作曲：上松範康（Elements Garden）

2. Ringing Bloom
  - 作詞：織田あすか（Elements Garden），作曲：藤永龍太郎（Elements Garden）

3. FIRE BIRD（樂器演奏）
4. Ringing Bloom（樂器演奏）

藍光影像（僅限限定盤）
1. 動畫「BanG Dream! 2nd Season」＃５～＃６
2. 網路用下回預告＃５～＃６
3. 動畫「BanG Dream! 2nd Season」廣告 Roselia篇

#### 約束
Roselia的第十張單曲。預計2020年1月15日發售。
收錄曲
全作詞：織田あすか（Elements Garden）
1. 約束
  - 作編曲：竹田祐介（Elements Garden）

2. UNIONS Road
  - 作編曲：藤永龍太郎（Elements Garden）

3. 約束（樂器演奏）
4. UNIONS Road（樂器演奏）

藍光影像（僅限限定盤）
1. 動畫「BanG Dream! 3rd Season」＃2～＃3
2. Band Dream！TV特別篇＃2

### 專輯

#### Anfang
Roselia的第一張專輯。2018年5月2日發售。
分為普通盤（BRMM-10122）及附藍光限量盤（BRMM-10121）。
飾演今井莉莎的遠藤祐里香於2018年5月13日舉辦的「BanG Dream! 5th☆LIVE」後，自Roselia引退，並且在該場演唱會中宣布了接替的聲優中島由貴。本張專輯為遠藤祐里香最後參與製作的專輯。
專輯收錄了前五張單曲中的所有歌曲，並且加入了兩首新曲〈Neo-Aspect〉及〈Legendary〉。其中〈Legendary〉被用作動畫「卡片戰鬥先導者新系列」的片頭曲。
生產限定盤中的藍光影像，收錄了2017年6月30日在Shibuya duo舉行的1st Live「Rosenlied」，以及同年10月8日於幕張展覽館舉行的2nd Live「Zeit」現場影像。此外，也附贈了一本小寫真集。
兩種版本的共通初回生產特典，為Lenticular card一張、後台工作證風格貼紙一張（全六種），以及卡片戰鬥先導者的PR卡一張。
排行榜成績
2018年5月14日的Oricon公信榜奪下專輯排行榜週間第二名，週間數位專輯排行榜第一名，
第一週銷售量約為2.5萬張，並有高達5510次的下載次數。此外，週間第三名以內、數位專輯週間第一名，都是BanG Dream! 相關作品中第一次達到的成績。同月Pastel*Palettes的單曲《しゅわりん☆どり〜みん》則達到週間第四名的紀錄。
收錄內容
CD（兩種版本共通）
全作詞：織田あすか（Elements Garden）、全編曲：藤永龍太郎（Elements Garden）
1. Neo-Aspect
  - 作曲：藤永龍太郎
  - 同時也是遊戲內Roselia主線劇情第二章的代表曲目。

2. BLACK SHOUT
  - 作曲：上松範康（Elements Garden）

3. Opera of the wasteland
  - 作曲：藤永龍太郎（Elements Garden）

4. 陽だまりロードナイト
  - 作曲：藤永龍太郎（Elements Garden）

5. ONENESS
  - 作曲：上松範康（Elements Garden）

6. Re:birth day
  - 作曲：藤永龍太郎（Elements Garden）

7. Legendary
  - 作曲：上松範康（Elements Garden）

8. -HEROIC ADVENT-
  - 作曲：藤田淳平（Elements Garden）

9. Determination Symphony
  - 作曲：藤永龍太郎（Elements Garden）

10. 熱色スターマイン
  - 作曲：上松範康（Elements Garden）

11. 軌跡
  - 作曲：藤永龍太郎（Elements Garden）

12. LOUDER
  - 作曲：藤永龍太郎（Elements Garden）

藍光影像（僅限限定盤）
1. Roselia 1st Live「Rosenlied」演唱會影像（2017年6月30日，Shibuya duo）

1. BLACK SHOUT
2. 魂のルフラン（OA：高橋洋子）
3. Hacking to the Gate（OA：伊都香奈子）
4. ETERNAL BLAZE（OA：水樹奈奈）
5. 陽だまりロードナイト
6. Re:birth day
7. LOUDER
8. 魂のルフラン（OA：高橋洋子）
9. BLACK SHOUT

1. Roselia 2nd Live「Zeit」演唱會影像（2017年10月8日，幕張展覽館）

1. BLACK SHOUT
2. LOUDER
3. 魂のルフラン（OA：高橋洋子）
4. Hacking to the Gate（OA：伊都香奈子）
5. Determination Symphony
6. Re:birth day
7. ETERNAL BLAZE（OA：水樹奈奈）
8. 陽だまりロードナイト
9. －HEROIC ADVENT－
10. 熱色スターマイン
11. Re:birth day
12. BLACK SHOUT　

## Pastel*Palettes
由主唱丸山彩（聲：前島亞美），吉他手冰川日菜（聲：小澤亞李），貝斯手白鹭千聖（聲：上坂菫），鼓手大和麻彌（聲：中上育實），鍵盤手若宫伊芙（聲：秦佐和子）組成，是六個樂團中唯一一組具有事務所的偶像樂團。

### 單曲CD

#### しゅわりん☆どり〜みん
Pastel*Palettes的首張單曲。2017年7月12日發售。
A面曲〈しゅわりん☆どり〜みん〉為Pastel*Palettes短動畫「ぱすてるらいふ」的主題曲，也是短動畫「BanG Dream! Garupa☆Pico」的插入歌。
初回生產特典為A4海報、角色簽名卡片（全六種，隨機發送一枚），以及發售紀念活動參加抽選券。此外，也針對Oricon公信榜的排名在遊戲內發送了獎勵道具。
排行榜成績
在2017年7月24日的Oricon公信榜獲得了週間第四名的紀錄，第一週的銷售量達1.4萬張以上。這也是相關作品初次達到週間五名以內，以及動畫類別週間第一名的紀錄。本張單曲刷新了在2017年4月，Roselia的單曲《BLACK SHOUT》週間第七名的紀錄，並且作為關聯作品最高排名紀錄，一直到2018年5月被Roselia的專輯《Anfang》（週間第二名）打破。
收錄曲
全作詞：織田あすか（Elements Garden），全作、編曲：末益涼太（Elements Garden）
1. しゅわりん☆どり〜みん
2. パスパレボリューションず☆
3. しゅわりん☆どり〜みん（樂器演奏）
4. パスパレボリューションず☆（樂器演奏）
5. 麻煩發生！？第一次的聯合練習▲
  - 主演：Pastel*Palettes

#### ゆら・ゆらRing-Dong-Dance
Pastel*Palettes的第二張單曲。2018年1月17日發售。
初回生產特典為角色卡（全五種，隨機發放一枚），以及單曲連動購入紀念活動的抽選券。
收錄曲
全作詞：織田あすか（Elements Garden）
1. ゆら・ゆらRing-Dong-Dance
  - 作、編曲：菊田大介（Elements Garden）
  - 本首為彩與千聖的合唱曲。

2. はなまる◎アンダンテ
  - 作、編曲：末益涼太（Elements Garden）

3. ゆら・ゆらRing-Dong-Dance（樂器演奏）
4. はなまる◎アンダンテ（樂器演奏）

#### もういちど ルミナス
Pastel*Palettes的第三張單曲。2018年8月8日發售。
A面曲〈もういちど ルミナス〉被用作電視節目「BanG Dream! TV」的片尾曲。
分為普通盤（BRMM-10130）和附藍光生產限定盤（BRMM-10129）。藍光光碟中收錄〈もういちど ルミナス〉的MV，以及2018年1月13日、14日舉辦的「Garupa Live」活動中，前島亞美出演的部分影像（收錄段落為14日的活動）。
初回生產特典為角色卡（全五種，隨機發送一枚）。
收錄曲（生產限定盤、普通盤共通）
全作詞：織田あすか（Elements Garden）
1. もういちど ルミナス
  - 作、編曲：末益涼太（Elements Garden）
  - 同時也是遊戲內Pastel*Palettes主線劇情第二章的代表曲目。

2. SURVIVOR ねばーぎぶあっぷ！
  - 作、編曲： 藤田淳平（Elements Garden）

3. もういちど ルミナス（樂器演奏）
4. SURVIVOR ねばーぎぶあっぷ！（樂器演奏）

藍光影像（僅限限定盤）
1. 〈もういちど ルミナス〉MV
2. 前島亞美（丸山彩）＋協助樂隊：THE THIRD（仮），「Garupa Live」（01

#### 天下卜ーイツA to Z☆
Pastel*Palettes的第四張單曲。2019年2月20日發售。
B面曲〈Wonderland Girl〉被用作動畫「百慕達三角～多彩田園曲～」的片頭曲。
分為普通盤（BRMM-10165）和附藍光生產限量盤（BRMM-10164）。藍光光碟中收錄短動畫「BanG Dream! Garupa☆Pico」的第十話至第十八話。
初回生產特典為卡片戰鬥先導者的角色特製卡，以及2019年5月20日舉辦的「BanG Dream! 廣播祭！」活動抽選券。
收錄曲（生產限定盤、普通盤共通）
全作詞：織田あすか（Elements Garden）
1. 天下卜ーイツA to Z☆
  - 作、編曲：都丸椋太（Elements Garden）

2. Wonderland Girl
  - 作、編曲：菊田大介（Elements Garden）

3. 天下卜ーイツA to Z☆（樂器演奏）
4. Wonderland Girl（樂器演奏）

藍光影像（僅限限定盤）
1. 短動畫「BanG Dream! Garupa☆Pico」＃１０～＃１８

#### きゅ～まい＊flower
Pastel*Palettes的第五張單曲。預計2019年9月18日發售。
A面曲〈きゅ～まい＊flower〉為動畫「BanG Dream! 2nd Season」第十三話的插入曲。

生產限定盤的藍光光碟，收錄了動畫「BanG Dream! 2nd Season」的第九、第十話，以及相關的預告、電視廣告片段。
收錄曲
全作詞：織田あすか（Elements Garden）、
1. きゅ～まい＊flower
  - 作曲：末益涼太（Elements Garden）、編曲：竹田祐介（Elements Garden）

2. ゼッタイ宣言～Recital～
  - 作、編曲： 藤田淳平（Elements Garden）

3. きゅ～まい＊flower（樂器演奏）
4. ゼッタイ宣言～Recital～（樂器演奏）

藍光影像（僅限限定盤）
1. 動畫「BanG Dream! 2nd Season」＃９～＃１０
2. 網路用下回預告＃９～＃１０
3. 動畫「BanG Dream! 2nd Season」廣告 Pastel*Palettes篇

#### ワクワクmeetsトリップ
Pastel*Palettes的第六張單曲。預計2020年3月4日發售。
收錄曲
全作詞：織田あすか（Elements Garden）
1. ワクワクmeetsトリップ
  - 作、編曲：菊田大介（Elements Garden）

2. ぎゅっDAYS♪
  - 作、編曲：竹田祐介（Elements Garden）

3. ワクワクmeetsトリップ（樂器演奏）
4. ぎゅっDAYS♪（樂器演奏）

藍光影像（僅限限定盤）
1. 動畫「BanG Dream! 3rd Season」＃6～＃7
2. Band Dream！TV特別篇＃4

## Hello, Happy World!
由主唱弦卷心（聲：伊藤美來），吉他手瀨田薰（聲：田所梓），貝斯手北澤育美（聲：吉田有里），松原花音（聲：豐田萌繪），DJ米歇爾／奧澤美咲（聲：黑澤朋世）五人組成，目標是為世界帶來笑容。

### 單曲CD

#### えがおのオーケストラっ!
Hello, Happy World!的首張單曲。2017年8月2日發售。
針對本張單曲在Oricon公信榜上的排名，遊戲中也發放了獎勵道具。
初回生產特典為一張A4海報、馬戲團門票風格的角色卡（全六種，隨機抽取一枚），以及2017年9月24日舉行的紀念活動應募券。
收錄曲
全作詞：織田あすか（Elements Garden），全作、編曲：藤間仁（Elements Garden）
1. えがおのオーケストラっ！
2. ハピネスっ！ハピィーマジカルっ♪
3. えがおのオーケストラっ！（Elements Garden）
4. ハピネスっ！ハピィーマジカルっ♪（Elements Garden）
5. 異想天開！？初次的作曲▲
  - 出演：Hello, Happy World!

#### ゴーカ！ごーかい！？ファントムシーフ！
Hello, Happy World!的第二張單曲。2018年2月14日發售。
B面曲〈YAPPY！SCHOOL CARNIVAL☆彡〉，是為了紀念Hello, Happy World!在第一回BanG Dream! 少女樂團派對總選舉「希望第一個參與學園祭的樂團」中奪得第一名而作的紀念音樂。
初回生產特典為角色卡（全五種，隨機發放一枚），以及單曲連動購入紀念活動的抽選券。
收錄曲
全作詞：織田あすか（Elements Garden）
1. ゴーカ！ごーかい!?ファントムシーフ！
  - 作、編曲：藤間仁（Elements Garden）

2. YAPPY! SCHOOL CARNIVAL☆彡
  - 作、編曲：藤間仁（Elements Garden）

3. せかいのっびのびトレジャー！
  - 作、編曲：末益涼太（Elements Garden）

4. ゴーカ！ごーかい!?ファントムシーフ！（樂器演奏）
5. YAPPY! SCHOOL CARNIVAL☆彡（樂器演奏）
6. せかいのっびのびトレジャー！（樂器演奏）

#### キミがいなくちゃっ!
Hello, Happy World! 第三張單曲。2018年12月5日發售。
分為普通盤（BRMM-10139）和附藍光生產限定盤（BRMM-10138）。藍光光碟中收錄〈キミがいなくちゃっ！〉的MV，以及2018年1月13日、14日舉辦的「Garupa Live」活動中，伊藤美來出演的部分影像（收錄段落為14日的活動）。
初回生產特典為角色卡（全五種，隨機發放一枚）。

收錄曲（生産限定盤、普通盤共通）
全作詞：織田あすか（Elements Garden）
1. キミがいなくちゃっ！
  - 作、編曲：藤間仁（Elements Garden）
  - 同時也是遊戲內Hello, Happy World!主線劇情第二章的代表曲目。

2. わちゃ・もちゃ・ぺったん行進曲
  - 作、編曲：末益涼太（Elements Garden）

3. キミがいなくちゃっ！（樂器演奏）
4. わちゃ・もちゃ・ぺったん行進曲（樂器演奏）

藍光影像（僅限限定盤）
1. 〈キミがいなくちゃっ！〉MV
2. 伊藤美來（弦卷心）＋協助樂隊：THE THIRD（仮），「Garupa Live」（2018. 01. 14）

#### ハイファイブ∞あどべんちゃっ
Hello, Happy World!的第四張單曲。2019年2月20日發售。
分為普通盤（BRMM-10163）和附藍光生產限定盤（BRMM-10162）。藍光光碟中收錄短動畫「BanG Dream! Garupa☆Pico」的第一話至第九話。
初回生產特典為角色卡（全五種，隨機發放一枚），以及2019年5月20日舉辦的「BanG Dream! 廣播祭！」活動抽選券。
若與Roselia的單曲《Safe and Sound》一同購入，會獲得特典藍光CD，收錄演唱會中場影片「Roselia -Ewigkeit- 『Roselia 角色設定不可崩壞！！問答挑戰』」 完全版。
收錄曲（生産限定盤、普通盤共通）
全歌詞：織田あすか（Elements Garden），全作、編曲：笠井雄太（Elements Garden）
1. ハイファイブ∞あどべんちゃっ
2. ふわふわ☆ゆめいろサンドイッチ
3. ハイファイブ∞あどべんちゃっ（樂器演奏）
4. ふわふわ☆ゆめいろサンドイッチ（樂器演奏）

藍光影像（僅限限定盤）
1. 短動畫「BanG Dream! Garupa☆Pico」＃１～＃９

#### えがお・シング・あ・ソング
Hello, Happy World!的第五張單曲。預計2019年8月21日發售。
A面曲〈えがお・シング・あ・ソング〉為動畫「BanG Dream! 2nd Season」第十三話的插入曲。生產限定盤的藍光光碟，則收錄了動畫「BanG Dream! 2nd Season」的第七、第八話，以及動畫的下回預告、電視廣告片段。
收錄曲
全作詞：織田あすか（Elements Garden）
1. えがお・シング・あ・ソング
  - 作・編曲：藤間仁（Elements Garden）

2. はれやか すこやか ぴかりんりん♪
  - 作、編曲：笠井雄太（Elements Garden）

3. えがお・シング・あ・ソング（樂器演奏）
4. はれやか すこやか ぴかりんりん♪（樂器演奏）

藍光影像（僅限限定盤）
1. 動畫「BanG Dream! 2nd Season」＃７～＃８
2. 網路用下回預告＃７～＃８
3. 動畫「BanG Dream! 2nd Season」廣告 Hello, Happy World!篇

#### にこ×にこ=ハイパースマイルパワー！
Hello, Happy World!的第六張單曲。預計2020年3月18日發售。
收錄曲
全作詞：織田あすか（Elements Garden）
1. にこ×にこ=ハイパースマイルパワー！
  - 作、編曲：都丸椋太（Elements Garden）

2. おもいでイルミネーション
  - 作、編曲：笠井雄太（Elements Garden）

3. にこ×にこ=ハイパースマイルパワー！（樂器演奏）
4. おもいでイルミネーション（樂器演奏）

藍光影像（僅限限定盤）
1. 動畫「BanG Dream! 3rd Season」＃10～＃11
2. Band Dream！TV特別篇＃6

## Afterglow
由主唱暨吉他手美竹蘭（聲：佐倉綾音），主吉他手青葉摩卡（聲：三澤紗千香），貝斯手上原緋瑪麗（聲：加藤英美里），鼓手宇田川巴（聲：日笠陽子），鍵盤手羽澤鶫（聲：金元壽子），五個青梅竹馬組成的王道女子搖滾樂隊，為了讓每天都「一如往常（いつも通り）」而演唱。

### 單曲CD

#### That Is How I Roll!
Afterglow首次亮相的單曲。2017年9月6日發售。
歌曲〈That Is How I Roll！〉與〈True color〉是全由美竹蘭（佐倉綾音）獨唱的曲目，其他成員並未參與和聲，而只在CD中的短劇出場。
初回生產特典為A4海報，以及一張現場門票風格的卡片（全六種）。
收錄曲
全作詞：織田あすか（Elements Garden），全作曲、編曲：岩橋星實（Elements Garden）
1. That Is How I Roll!
2. True color
3. That Is How I Roll!（樂器演奏）
4. True color（樂器演奏）
5. 抒情曲如何？▲
  - 主演：Afterglow

#### Hey-day狂騒曲
Afterglow的第二張單曲。2018年1月31日發售。
初回生產特典為角色卡（全五種，隨機發放一枚），以及單曲連動購入紀念活動的抽選券。
收錄曲
全作詞：織田あすか（Elements Garden）
1. Hey-day狂騒曲（カプリチオ）
  - 作曲、編曲： 藤田淳平（Elements Garden）

2. Scarlet Sky
  - 作曲、編曲：岩橋星實（Elements Garden）
  - 其他成員並未參與和聲。

3. Hey-day狂騒曲（樂器演奏）
4. Scarlet Sky（樂器演奏）

#### ツナグ、ソラモヨウ
Afterglow的第三張單曲。2018年10月31日發售。
分為普通盤（BRMM-10134）和附藍光生產限定盤（BRMM-10133）。藍光光碟中收錄〈ツナグ、ソラモヨウ〉的MV，以及2018年1月13日、14日舉辦的「Garupa Live」活動中，佐倉綾音出演的部分影像（收錄段落為14日的活動）。
初回生產特典為角色卡（全五種，隨機贈送一枚）。
收錄曲（生産限定盤、普通盤共通）
全歌詞：織田あすか（Elements Garden）
1. ツナグ、ソラモヨウ
  - 作曲、編曲：岩橋星實（Elements Garden）
  - 同時也是遊戲內Afterglow主線劇情第二章的代表曲目。

2. Jamboree! Journey!
  - 作曲、編曲： 藤田淳平（Elements Garden）

3. ツナグ、ソラモヨウ（樂器演奏）
4. Jamboree! Journey!（樂器演奏）

藍光影像（僅限限定盤）
1. 〈ツナグ、ソラモヨウ〉MV
2. 佐倉綾音（美竹蘭）＋協助樂隊：THE THIRD（仮），「Garupa Live」（2018. 01. 14）

#### Y.O.L.O!!!!!
Afterglow的第四張單曲。2019年2月20日發售。
分為普通盤（BRMM-10167）和附藍光生產限定盤（BRMM-10166）。藍光光碟中收錄短動畫「BanG Dream! Garupa☆Pico」的第十九話至第二十六話。
初回生產特典為角色卡（全五種，隨機發放一枚），以及2019年5月20日舉辦的「BanG Dream! 廣播祭！」活動抽選券。
若與RAISE A SUILEN的單曲《A DECLARATION OF xxx》一同購入，會獲得特典藍光CD，收錄RAISE A SUILEN的「RAISE A SUILEN Studio Live」影像。
收錄曲（生産限定盤、普通盤共通）
全作詞：織田あすか（Elements Garden）、全編曲：都丸椋太（Elements Garden）
1. Y.O.L.O!!!!!
  - 作曲：藤田淳平（Elements Garden

2. COMIC PANIC!!!
  - 作曲：都丸椋太（Elements Garden

3. Y.O.L.O!!!!!（樂器演奏）
4. COMIC PANIC!!!

藍光影像（僅限限定盤）
1. 短動畫「BanG Dream! Garupa☆Pico」＃１９～＃２６

#### ON YOUR MARK
Afterglow的第五張單曲。在2019年10月23日發售。
為動畫「BanG Dream! 2nd Season」第十三話的插入曲。生產限定盤的藍光光碟，則收錄了動畫「BanG Dream! 2nd Season」的第十一、第十二話，以及動畫的下回預告、電視廣告片段。
收錄曲
全作詞：織田あすか（Elements Garden），全作曲：岩橋星實（Elements Garden）
1. ON YOUR MARK
  - 編曲：都丸椋太（Elements Garden）

2. ランブリングメモリー
  - 編曲：岩橋星實（Elements Garden）

3. ON YOUR MARK（樂器演奏）
4. ランブリングメモリー（樂器演奏）

藍光影像（僅限限定版）
1. 動畫「BanG Dream! 2nd Season」＃１１～＃１２
2. 網路用下回預告＃１１～＃１２
3. 動畫「BanG Dream! 2nd Season」廣告 Afterglow篇

#### Easy come, Easy go！
Afterglow的第六張單曲。預計在2020年3月11日發售。
收錄曲
全作詞：織田あすか（Elements Garden）
1. Easy come, Easy go！
  - 作、編曲：都丸椋太（Elements Garden）

2. いつも通りのBrand new days
  - 作、編曲：藤田淳平（Elements Garden）

3. Easy come, Easy go！（樂器演奏）
4. いつも通りのBrand new days（樂器演奏）

藍光影像（僅限限定版）
1. 動畫「BanG Dream! 3rd Season」＃8～＃9
2. Band Dream！TV特別篇＃5

## RAISE A SUILEN
最初以「THE THIRD（仮）」為名，作為「BanG Dream!」企劃中的伴奏樂隊活動，初次登場是2018年1月13、14日的Garupa Live上，為佐倉綾音、前島亞美、伊藤美來三位主唱伴奏，Poppin'Party的吉他手大塚紗英當時作為支援吉他手參與演出，直到1st Live宣布由小原莉子擔當正式吉他手；並於2018年7月17日的2nd Live中，正式揭露「RAISE A SUILEN」的樂隊名稱，也公布第五位成員：擔當DJ的紡木吏佐。RAISE A SUILEN的意思是「拉開垂廉（すいれん）」。
五位成員為主唱暨貝斯手Layer（聲：Raychell），吉他手Lock（聲：小原莉子），鼓手Masking（聲：夏芽），鍵盤手Pareo（聲：倉知玲鳳），DJ CHU2（聲：紡木吏佐）。
有別於其他五個樂團，RAISE A SUILEN是先以真人樂隊形式進行演出，直到2018年12月7日的「BanG Dream 6th☆LIVE」演唱會上，才正式宣布了成員二次元化的形象，並在隨後推出的動畫「BanG Dream! 2nd Season」中參與演出。

### 單曲CD

#### R・I・O・T
RAISE A SUILEN首張單曲，2018年12月12日發售。第一張專輯「THE THIRD（仮）1st Album」是以THE THIRD（仮）的名義發布，本張單曲為第一次以RAISE A SUILEN之名銷售的單曲。
本張單曲的A面曲〈R‧I‧O‧T〉為2018年9月2日至11月25日間各週末及假日行駛的「BanG Dreamer 感謝Caravan」活動中，發布的CD曲目完整版。此外，若一併購入同天發售的Roselia《BRAVE JEWEL》及Poppin'Party《キズナミュージック♪》的話，將會獲得一張翻唱CD，其中收錄了部分翻唱曲在遊戲中的短版曲目。
初回生產特典為「BanG Dream! 7th☆LIVE」演唱會門票先行抽選申請券。
收錄曲
全作詞：織田あすか（Elements Garden），全編曲：菊田大介（Elements Garden）
1. R・I・O・T
  - 作曲：上松範康（Elements Garden）

2. UNSTOPPABLE
  - 作曲：藤田淳平（Elements Garden）

3. R・I・O・T（樂器演奏）
4. UNSTOPPABLE（樂器演奏）

藍光影像（僅限限定盤）
1. 「THE THIRD（仮）1st LIVE」影像（2018年3月25日，位於shimokitazawa GARDEN）
  1. That Is How I Roll！
  2. しゅわりん☆どり〜みん（由倉知玲鳳演唱）
  3. パスパレボリューションず☆（由倉知玲鳳演唱）
  4. えがおのオーケストラっ！（由倉知玲鳳演唱）
  5. Don't be afraid！
  6. ゆらゆら Ring-Dong-Dance（倉知玲鳳、Raychell二人合唱）
  7. Hey-day狂騒曲（カプリチオ）
  8. Scarlet Sky
  9. ゴーカ！ごーかい！？ファントムシーフ！
  10. R·I·O·T
  11. That Is How I Roll！
  12. R·I·O·T

#### A DECLARATION OF ×××
RAISE A SUILEN的第二張單曲。2019年2月20日發售。
分為普通盤（BRMM-10169）與附藍光生産限定盤（BRMM-10168）兩種。藍光光碟中，收錄了在赤坂BLITZ舉行的「THE THIRD（仮）2nd LIVE」演唱會影像。
初回生產特典為一張角色卡（全五種，隨機發送一種），以及2019年7月13日、14日舉辦的RAISE A SUILEN演唱會「Heaven and Earth」門票抽選券。若與Afterglow的單曲《Y.O.L.O!!!!!》一同購入，會獲得特典藍光CD，收錄RAISE A SUILEN的「RAISE A SUILEN Studio Live」影像。
收錄曲（生產限定盤、普通盤共通）
全作詞：織田あすか（Elements Garden），全編曲：菊田大介（Elements Garden）
1. A DECLARATION OF ×××
  - 作曲：上松範康（Elements Garden）

2. EXPOSE 'Burn out!!!'
  - 作曲：菊田大介（Elements Garden）

3. A DECLARATION OF ×××
4. EXPOSE 'Burn out!!!'

藍光影像（僅限限定盤）
1. 「THE THIRD（仮）2nd LIVE」影像（2018年7月17日，位於赤坂BLITZ）
  1. That Is How I Roll!
  2. Don't be afraid!
  3. えがおのオーケストラっ！（倉知玲鳳演唱）
  4. Hey-day狂騒曲（カプリチオ）
  5. ゴーカ！ごーかい！？ファントムシーフ！
  6. パスパレボリューションず☆（嘉賓前島亞美演唱）
  7. ゆらゆら Ring-Dong-Dance（嘉賓前島亞美演唱）
  8. はなまる◎アンダンテ（嘉賓前島亞美演唱）
  9. しゅわりん☆どり〜みん（嘉賓前島亞美演唱）
  10. R·I·O·T
  11. UNSTOPPABLE
  12. せかいのっびのびトレジャー！
  13. もういちど ルミナス（嘉賓前島亞美演唱）
  14. R·I·O·T

#### Invincible Fighter
RAISE A SUILEN的第三張單曲。2019年6月19日發售。
分為普通盤（BRMM-10193）與附藍光生産限定盤（BRMM-10192）兩種。藍光光碟中，收錄了「BanG Dream! 2nd Season」第三、第四話，及紀錄影片「History of RAS」的再編輯版。
初回生產特典為一張卡片戰鬥先導者的特製角色卡（全五種，隨機發送一種），以及2019年秋天以降預計舉辦的RAISE A SUILEN活動門票抽選券。
收錄曲
全作詞：織田あすか（Elements Garden）
1. Invincible Fighter
  - 作曲：上松範康（Elements Garden）、編曲：菊田大介（Elements Garden）

2. Takin' my Heart
  - 作編曲：藤田淳平（Elements Garden）

3. Invincible Fighter（樂器演奏）
4. Takin' my Heart（樂器演奏）

藍光影像（僅限限定盤）
1. 動畫「BanG Dream! 2nd Season」＃３～＃４
2. 紀錄影片「History of RAS」再編輯版

#### DRIVE US CRAZY
RAISE A SUILEN的第四張單曲。2020年1月22日發售。
收錄曲
全作詞：織田あすか（Elements Garden）
1. DRIVE US CRAZY
  - 作編曲：藤田淳平（Elements Garden）

2. HELL! or HELL?
  - 作編曲：菊田大介（Elements Garden）

3. DRIVE US CRAZY（樂器演奏）
4. HELL! or HELL?（樂器演奏）

藍光影像（僅限限定盤）
1. 動畫「BanG Dream! 3rd Season」＃4～＃5
2. BanG Dream! TV特別篇＃3

### 專輯

#### THE THIRD（仮）1st LIVE
RAISE A SUILEN以「THE THIRD（仮）」為名義發售的第一張專輯。2018年9月26日發售。
CD音源收錄了在2018年3月25天於shimokitazawa GARDEN舉行的演唱會樂曲，並且是現場收音的版本。當時未加入樂隊的紡木吏佐並未參與，且大塚紗英以嘉賓吉他手身分參與演出。除了原創樂曲〈R‧I‧O‧T〉以外，其餘收錄曲皆為Afterglow、Pastel*Palettes、Hello Happy World！、Glitter*Green的歌曲。
收錄內容
CD
1. That Is How I Roll！（OA：Afterglow）
2. しゅわりん☆どり〜みん（OA：Pastel＊Palettes，由倉知玲鳳演唱）
3. パスパレボリューションず☆（OA：Pastel＊Palettes，由倉知玲鳳演唱）
4. えがおのオーケストラっ！（OA：Hello Happy World！，由倉知玲鳳演唱）
5. Don't be afraid！（OA：Glitter*Green）
6. ゆらゆら Ring-Dong-Dance（OA：Pastel＊Palettes，由倉知玲鳳、Raychell二人合唱）
7. Hey-day狂騒曲（カプリチオ）（OA：Afterglow）
8. Scarlet Sky（OA：Afterglow）
9. ゴーカ！ごーかい！？ファントムシーフ！（OA：Hello Happy World！）
10. R·I·O·T
  - 作詞：織田あすか（Elements Garden）、作曲：上松範康（Elements Garden）、編曲：菊田大介（Elements Garden）

11. That Is How I Roll！（OA：Afterglow）
12. R·I·O·T

## Glitter*Green
由主唱暨吉他手牛込百合（聲：三森鈴子），貝斯手鵜澤莉（聲：橘田泉），鍵盤手鰐部七菜（聲：佐佐木未來），鼓手二十騎雛子（聲：德井青空）四人組成，是只存在於動畫中的樂團。

### 單曲CD

#### Don't be afraid!
Glitter*Green第一張也是唯一一張單曲。2018年11月21日發售。分為普通盤（BRMM-10137）和附藍光生產限定盤（BRMM-10136）兩種。
Glitter*Green的歌曲，在BanG Dream!動畫第一季的原聲帶中，曾經收錄過短版的版本，這張單曲則是初次收錄了完整版，音源也特地為了本張單曲而重新錄音。然而，遊戲中的樂曲封面插圖雖然因為單曲的發售而改變成單曲封面插圖，但遊戲內的音源並沒有因此改為單曲版本的音源。
限定盤中的藍光光碟，收錄了2018年1月舉行的「Garupa Live」中三森鈴子的演唱片段，以及武士道的另一團體「Milky Holmes」的粉絲見面會活動「ゆくミル くるミル 2016-2017中，演唱〈Don't be afraid！〉的影像。
初回生產特典為角色卡（全四種，隨機封入一枚）。
此外，若與Milky Holmes的單曲《毎日くらいまっくす☆／そして、群青にとけていく》共同購入，會獲得一張特典兌換券，可以在Milkey Holmes舉辦的告別演唱會中，兌換Glitter*Green翻唱的〈雨上がりのミライ〉特典CD。
收錄曲
全作詞：織田あすか（Elements Garden）、全作曲・編曲：岩橋星實（Elements Garden）
1. Don't be afraid!
2. Glee! Glee! Glee!
3. Don't be afraid!（樂器演奏）
4. Glee! Glee! Glee!（樂器演奏）

藍光影像（僅限限定盤）
1. 三森鈴子（牛込百合）＋協助樂隊：THE THIRD（仮）「Garupa Live」（2018.1.13）
2. 三森鈴子（牛込百合）Milky Holmes Fan Meeting『ゆくミル くるミル 2016-2017』（2016.12.31）

## 動畫相關CD

### 動畫「BanG Dream!」角色單曲
電視第一季動畫角色的個別單曲，在2017年4月5日陸續發售，總計五張。這些單曲也是首次個別角色發布的第一部單人作品。共通的初回生產特典為角色歌特別商品聯動應募券，以及與ESP公司合作推出的角色撥片。

#### Vol.1 どきどきSING OUT!
第一張單曲，2017年4月5日發售。歌唱與Drama CD出演者為戶山香澄（愛美）。
收錄取
全作詞：中村航
1. どきどきSING OUT!
  - 作曲、編曲：藤間仁（Elements Garden）

2. ティアドロップス～無插電版～
  - 作曲：上松範康（Elements Garden），編曲：藤永龍太郎（Elements Garden）

3. どきどきSING OUT!（樂器演奏）
4. ティアドロップス～無插電板～（樂器演奏）
5. 香澄的秘密▲

#### Vol.2 花園電気ギター!!!
第二張單曲。2017年6月21日發售。演唱者與Drama CD出演角色為花園多惠（大塚紗英）。
收錄取
全作詞：中村航
1. 花園電気ギター!!!
  - 作曲、編曲：母里治樹（Elements Garden）

2. 走り始めたばかりのキミに～無插電版～
  - 作曲：上松範康（Elements Garden），編曲：藤間仁（Elements Garden）

3. 花園電気ギター!!!（樂器演奏）
4. 走り始めたばかりのキミに～無插電版～（樂器演奏）
5. 多惠的秘密▲

#### Vol.3 チョコレイトの低音レシプ
第三張單曲，2017年6月21日發售。演唱及Drama CD出演角色為牛込里美（西本梨美）。
收錄取
全作詞：中村航
1. チョコレイトの低音レシピ
  - 作曲、編曲：末益涼太（Elements Garden）

2. Yes! BanG Dream!～無插電版～
  - 作曲：上松範康（Elements Garden），編曲：藤間仁（Elements Garden）

3. チョコレイトの低音レシピ（樂器演奏）
4. Yes! BanG Dream!～無插電版～（樂器演奏）
5. 里美的秘密▲

#### Vol.4 遠い音楽～ハートビート～
第四張單曲。2017年7月26日發售。演唱及Drama CD負責的角色為山吹紗綾（大橋彩香）。
收錄曲
全作詞：中村航，全作曲：上松範康（Elements Garden），全編曲：藤永龍太郎（Elements Garden）  
1. 遠い音楽～ハートビート～
2. STAR BEAT!～ホシナコドウ～～無插電版～
3. 遠い音楽～ハートビート～（樂器演奏）
4. STAR BEAT!～ホシナコドウ～～無插電版～（樂器演奏）
5. 沙綾的秘密▲

#### Vol.5 す、好きなんかじゃない！
第五張單曲。2017年7月26日發售。演唱及Drama CD主演角色為市谷有咲（伊藤彩沙）。
收錄取
全作詞：中村航、全作曲：上松範康（Elements Garden）、全編曲：藤永龍太郎（Elements Garden） 
1. す、好きなんかじゃない！
2. 夏空SUN! SUN! SEVEN!～無插電版～
3. す、好きなんかじゃない！（樂器演奏）
4. 夏空SUN! SUN! SEVEN! ～無插電版～（樂器演奏）
5. 有咲的秘密▲

### 動畫原聲帶CD
第一季動畫的原聲帶。2017年4月26日發售。
分為普通版（BRMM-10079）和附藍光生產限量版（BRMM-10078）兩種。
CD為雙碟組，收錄了動畫中的伴奏音樂、片頭曲、片尾曲、插入曲等等。本張單曲也是首次收錄劇中登場的的樂團「Glitter*Green」及「CHiSPA」的音樂。
藍光影像部分，則收錄了2016年11月13日、於東京巨蛋城舉辦的Poppin'Party 2nd Live「BanG Dream! Second☆LIVE Starrin' Party 2016!」的演唱會影像。
收錄內容
CD（Disc 1）
1. ときめきエクスベリエンス！（TV 長度）
  - 歌：Poppin'Party
  - 作詞：中村航、作曲：上松範康（Elements Garden）、編曲：藤間仁（Elements Garden）
  - 動畫「BanG Dream!」片頭曲
  - 電視節目「月刊武士道TV with BanG Dream!」片頭曲
  - 手機遊戲「BanG Dream! 少女樂團派對」廣告用曲

2. キラキラドキドキお求めて
3. ホシナコドウ
4. はじめの一歩
5. レッツトライ！
6. 帰りの寄り道
7. 新しい友達
8. あやしい！
9. 間違えた…？
10. 平穏な日々
11. 始まりの朝に
12. 新しいたな一歩
13. やってみよう！
14. 現実からの逃避
15. 戸惑いの道中
16. いつもと違う朝
17. お祭りの準備をしよう
18. 不審な眼差し
19. 少女よ大志を抱け！
20. 輝く日々
21. 追い詰められて
22. 宮入り
23. ごめんね…
24. 一人ぼっち
25. 一緒の時間
26. 全てのはじまり
27. Don't be afraid！
  - 歌：Glitter*Green
  - 作词：織田あすか（Elements Garden），作曲、編曲：岩橋星實（Elements Garden）
  - 動畫「BanG Dream!」第一、第二話插入曲

28. 私の心はチョココロネ
  - 歌：Poppin'Party
  - 作詞：織田あすか（Elements Garden），作曲、編曲：藤田淳平（Elements Garden）
  - 動畫「BanG Dream!」第五話插入曲

29. きらきら星～初嘗試版～
  - 歌：戶山香澄（愛美）
  - 作詞：武鹿悅子，編曲：藤田淳平（Elements Garden）
  - 動畫「BanG Dream!」第三話插入曲

CD（Disc 2）
1. 目指す場所
2. 楽しいひと時
3. 謎の影
4. みぃつけた
5. 疑問と挑戦
6. 逸る気持ち
7. ひとやすみ
8. 戸惑いと不安
9. 迷いの中でゆっくりいこう
10. キラキラだとか夢だとか 〜Sing Girls〜 放課後Ver.
11. 焦る足取り
12. 追いかけて！
13. 見慣れた景色
14. これまでとこれから
15. 足りないもの
16. 陰る思い
17. 悲しみの向こうへ
18. みんなが待ってる！
19. 過ぎし思い出
20. 見えない不安
21. 意志の強さ
22. 大切なもの
23. ときめきエクスペリエンス！ 〜管絃樂Ver.〜
24. Be shine, shining!
  - 歌：CHiSPA［Vo. 海野夏希（福圓美里）］
  - 作詞：織田あすか（Elements Garden），作曲：藤永龍太郎（Elements Garden），編曲：都丸椋太（Elements Garden）
  - 動畫「BanG Dream!」第十三話插入曲

25. Glee! Glee! Glee!
  - 歌：Gltter*Green
  - 作詞：織田あすか（Elements Garden），作曲、編曲：岩橋星實（Elements Garden）
  - 動畫「BanG Dream!」第十三話插入曲

26. キラキラだとか夢だとか～Sing Girls～（TV版）
  - 歌：Poppin'Party
  - 作詞：中村航、作曲・編曲：藤永龍太郎（Elements Garden）
  - 動畫「BanG Dream!」片尾曲
  - 電視節目「月刊武士道TV with BanG Dream!」片尾曲

藍光影像
1. Poppin'Party 2nd Live「BanG Dream! Second☆LIVE Starrin' Party 2016!」於東京巨蛋城

1. ドラマ〜2016年11月13日〜
2. OPENING
3. ぽっぴん' じゃっふる
4. 夏空SUN! SUN! SEVEN!
5. Crow Song（OA：Girls Dead Monster）
6. ふわふわ時間（OA：櫻高輕音部）
7. ETERNAL BLAZE（OA：水樹奈奈）
8. ドラマ～ある星の見える夜～
9. ぽっぴん' じゃっふる～無插電版～
10. STAR BEAT! ～ホシナコドウ～～無插電版～
11. 走り始めたばかりのキミに
12. ティアドロップス
13. Yes！BanG Dream!
14. 1000次潤んだ空
15. STAR BEAT! ～ホシナコドウ～
16. ENDING

1. 特典影像「製作特輯～後台de Poppin'！～」

### ピコっと！パピっと！！ガルパ☆ピコ！！！
2018年8月22日發售。由五位主唱戶山香澄（愛美）、美竹蘭（佐倉綾音）、丸山彩（前島亞美）、湊友希那（相羽亞衣奈）、弦卷心（伊藤美來）負責演唱。
A面曲〈ピコっと！パピっと!!ガルパ☆ピコ!!!〉是短動畫「BanG Dream! Garupa☆Pico」的主題曲，2018年4月16日在各網站上先行播送的〈クインティプル☆すまいる〉則是電視節目「BanG Dream! TV」的主題曲。限量的初回生產特典為原創角色貼紙一枚（全五種）。
收錄曲
全作詞：織田あすか（Elements Garden），全編曲：末益涼太（Elements Garden） 
1. ピコっと！パピっと!!ガルパ☆ピコ!!!
  - 作曲：末益涼太（Elements Garden）

2. クインティプル☆すまいる
  - 作曲：藤田淳平（Elements Garden）

3. コっと！パピっと!!ガルパ☆ピコ!!! （樂器演奏）
4. クインティプル☆すまいる （樂器演奏）

## 翻唱歌曲

### Vol.1
2018年6月27日發售。收錄了在手機遊戲「BanG Dream! 少女樂團派對」中的翻唱歌曲，也是2018年3月21日發布的單曲CD中收錄的翻唱樂曲的完整版。每個樂團有兩首歌，總計十首歌曲。初回生產特典為個樂團的主唱角色卡（共五種，隨機分配一枚）。
收錄曲
1. 光るなら
  - 歌：Poppin'Party［戶山香澄（愛美）］
  - 作詞、作曲、OA：Goose house，編曲：都丸椋太（Elements Garden）、加納望

2. 千本櫻
  - 歌：Poppin'Party［戶山香澄（愛美）］
  - 作詞、作曲：黑うさP，編曲：藤永龍太郎（Elements Garden），OA：黒うさP feat. 初音未來

3. アスノヨゾラ哨戒班
  - 歌：Afterglow［美竹蘭（佐倉綾音）］
  - 作詞、作曲: Orangestar，編曲：都丸椋太（Elements Garden），OA：Orangestar feat. IA

4. READY STEADY GO
  - 歌：Afterglow［美竹蘭（佐倉綾音），合唱：宇田川巴（日笠陽子）］
  - 作詞：Hyde，作曲：Tetsuya，編曲：都丸椋太（Elements Garden），OA：L'arc〜en〜Ciel

5. ふわふわ時間
  - 歌：Pastel*Palettes［丸山彩（前島亞美）］
  - 作詞：秋山澪，作曲：前澤寬之，編曲：都丸椋太（Elements Garden），OA：櫻高輕音部（K-ON！）

6. secret base～君がくれたもの～
  - 歌：Pastel*Palettes［丸山彩（前島亞美）］
  - 作詞、作曲：町田紀彦，編曲：都丸椋太（Elements Garden）、宫崎京一，OA：ZONE

7. 魂のルフラン
  - 歌：Roselia［湊友希那（相羽亞衣奈）］
  - 作詞：及川眠子，作曲：大森俊之，編曲：都丸椋太（Elements Garden）、加納望，OA：高橋洋子

8. ETERNAL BLAZE
  - 歌：Roselia［湊友希那（相羽亞衣奈）］
  - 作詞、OA：水樹奈奈，作曲：上松範康（Elements Garden），編曲：都丸椋太（Elements Garden）、加納望

9. いーあるふぁんくらぶ
  - 歌：Hello Happy World！［弦卷心（伊藤美來）］
  - 作詞、作曲：みきとP，編曲：都丸椋太（Elements Garden）、宮崎京一，OA：みきとP feat. GUMI、鏡音鈴

10. ロミオ
  - 歌：Hello Happy World！［弦卷心（伊藤美來）、瀨田薰（田所梓）］
  - 作詞、作曲：HoneyWorks，編曲：笠井雄太（Elements Garden），OA：LIP×LIP

### Vol.2
2019年3月16日發售。收錄了2018年12月12日釋出的翻唱CD中曲目的完整版，每一團共有兩首歌，共計十曲收錄。
同時發售了22222個限定周邊特裝版，特裝版附有單曲封面插圖的壓克力版。普通版與特裝版的初回生產特典皆有附贈五團主唱的貼紙，差別在於，特裝版是五種全附，普通版則是五種擇一附贈。
的歌曲
1. 君じゃなきゃダメみたい
  - 歌：Poppin'Party［戶山香澄（愛美）］
  - 作詞、作曲：大石昌良，編曲：笠井雄太（Elements Garden），OA：大石昌良

2. DAYS
  - 歌：Poppin'Party［戶山香澄（愛美）、山吹沙綾（大橋彩香）］
  - 作詞：KEIGO HAYASHI、KOHSHI ASAKAWA，作曲：TAKESHI ASAKAWA，編曲：都丸椋太（Elements Garden），OA：FLOW

3. Redo
  - 歌：Afterglow［美竹蘭（佐倉綾音）］
  - 作詞：ミズノゲンキ，作曲：宫崎誠，編曲：都丸椋太（Elements Garden），OA：铃木KONOMI

4. ロストワンの号哭
  - 歌：Afterglow［美竹蘭（佐倉綾音）］
  - 作詞、作曲：Neru，編曲：竹田祐介（Elements Garden），OA：Neru feat.鏡音鈴

5. ハッビーシンセサイザ
  - 歌：Pastel*Palettes［丸山彩（前島亞美）、白鷺千聖（上坂堇）］
  - 作詞、作曲：BETTI，編曲：末益涼太（Elements Garden），OA：EasyPop feat.巡音流歌・GUMI

6. 世界は恋に落ちている
  - 歌：Pastel*Palettes［丸山彩（前島亞美）］
  - 作詞、作曲：HoneyWorks，编曲：笠井雄太（Elements Garden），OA：CHiCO feat. HoneyWorks

7. 深愛
  - 歌：Roselia［湊友希那（相羽亞衣奈）］
  - 作詞、OA：水樹奈奈，作曲：上松範康（Elements Garden），編曲：都丸椋太（Elements Garden）

8. シャルル
  - 歌：Roselia［湊友希那（相羽亞衣奈）］
  - 作詞、作曲：バルーン，編曲：竹田祐介（Elements Garden），OA：バルーン feat. ü flower

9. GO! GO! MANIAC
  - 歌：Hello Happy World！［弦卷心（伊藤美來）］
  - 作詞：大森祥子，作曲：Tom-H@ck，編曲：末益涼太（Elements Garden），OA：放學後TEA TIME（K-ON!）

10. Dragon Night
  - 歌：Hello Happy World！［弦卷心（伊藤美來）］
  - 作詞、作曲：Fukase，編曲：母里治樹（Elements Garden），OA：SEKAI NO OWARI

11. 革命デュアリズム
  - 歌：Roselia［湊友希那（相羽亞衣奈）］×美竹蘭（佐倉綾音）
  - 作詞：Hibiki、作曲：上松範康（Elements Garden），編曲：岩橋星實（Elements Garden），OA：水樹愛奈×T.M.Reüolution

12. 檄！帝國華擊團
  - 歌：Poppin'Party［戶山香澄（愛美）］×丸山彩（前島亞美）×弦卷心（伊藤美來）
  - 作詞：広井王子，作曲：田中公平，編曲：笠井雄太（Elements Garden），OA：真宮寺さくら（横山智佐）＆帝國歌劇團

### Vol.3
2019年12月18日發售。收錄了手機遊戲《BanG Dream！少女樂團派對！》中的翻唱歌曲，收錄了Poppin'Party、Afterglow、Pastel*Palettes，Roselia、Hello,Happy World及RAISE A SUIREN每團各2首翻唱曲，一共12首翻唱。
收錄曲
1. only my railgun
  - 歌：Poppin'Party［戶山香澄（愛美）］
  - 作詞、作曲：八木沼悟志，編曲：都丸椋太（Elements Garden），OA：fripSide

2. Daydream café
  - 歌：Poppin'Party［戶山香澄（愛美）、花園多惠（大塚紗英）、牛込里美（西本里美）、山吹沙綾（大橋彩香）、市谷有咲（伊藤彩沙）］
  - 作詞：畑亞貴 作曲：大久保薫，編曲：岩橋星実（Elements Garden），OA：Petit Rabbit's

3. 瞬間センチメンタル
  - 歌：Afterglow［美竹蘭（佐倉綾音）］
  - 作詞、OA：SCANDAL，小林夏海 作曲：田鹿祐一，編曲：都丸椋太（Elements Garden）

4. 	プライド革命
  - 歌：Afterglow［美竹蘭（佐倉綾音）］
  - 作詞、作曲：HoneyWorks，編曲：都丸椋太（Elements Garden），OA：CHiCO

5. Fantastic future
  - 歌：Pastel*Palettes［丸山彩（前島亞美）］
  - 作詞：畑亜貴 作曲：太田雅友 編曲：竹田祐介（Elements Garden），OA：田村由香里

6. 奏(かなで)
  - 歌：Pastel*Palettes［丸山彩（前島亞美）］
  - 作詞、作曲：大橋卓弥、常田真太郎 編曲：岩橋星実（Elements Garden），OA：無限開關

7. 残酷な天使のテーゼ
  - 歌：Roselia［湊友希那（相羽亞衣奈）］
  - 作詞：及川眠子，作曲：佐藤英敏，編曲：藤永龍太郎（Elements Garden），OA: 高橋洋子

8. This game
  - 歌：Roselia［湊友希那（相羽亞衣奈）］
  - 作詞: 深青結希 作曲：若林充，編曲：都丸椋太（Elements Garden），OA：鈴木このみ

9. エイリアンエイリアン
  - 歌：Hello Happy World！［弦卷心（伊藤美來）］
  - 作詞、作曲：ナユタン星人，編曲：末益涼太（Elements Garden），OA：初音未來

10. 回レ！雪月花
  - 歌：Hello Happy World！［弦卷心（伊藤美來）］
  - 作詞、作曲：ヒゲドライバー，編曲：笠井雄太（Elements Garden），OA：歌組雪月花

11. 激動
  - 歌：RAISE A SUILEN［和奏瑞依（Raychell）］
  - 作詞、作曲：TAKUYA∞，編曲：藤田淳平（Elements Garden），OA：UVERworld

12. 1/3の純情な感情
  - 歌：RAISE A SUILEN［和奏瑞依（Raychell）］
  - 作詞、作曲、OA：SIAM SHADE，編曲：菊田大介（Elements Garden）

## 限定發布、先行發布曲
Twinkle, Twinkle, Little Star〜初次舞台版〜
作詞：Jane Taylor，編曲：藤田淳平（Elements Garden）
歌：戶山香澄（愛美）
2017年4月4日官方網站期間限定的免費放送。為動畫第一季第三話插入曲〈きらきら星～初次舞台版～〉的英文版本。
クインティプル☆すまいる
作詞：織田あすか（Elements Garden），作曲：藤田淳平（Elements Garden），編曲：末松涼太（Elements Garden）
歌：GBP！特別樂團（由五名主唱組成）
2018年4月16日於各大平台放送。電視節目「BanG Dream! TV」的結尾曲，也是2018年8月22日發售的短動畫「BanG Dream! Garupa☆Pico」的片頭曲。
私の心はチョココロネ
作詞：織田あすか（Elements Garden），作曲、編曲：藤田淳平（Elements Garden）
歌：Poppin'Party
2018年4月23日於各大平台放送。為動畫第一季第五話插入曲的完整版。
ひとりじゃないんだから
作詞：織田あすか（Elements Garden），作曲、編曲：都丸椋太（Elements Garden）
歌：丸山彩（前島亞美），青葉摩卡（三澤紗千香），今井莉莎（中島由貴），松原花音（豐田萌繪），羽澤鶫（金元壽子）
2018年9月24日於各大平台放送。為第二次Girl's Band總選舉選出的「高校生打工應援組」樂隊代表歌曲。
NO GIRL NO CRY
作詞：中村航，作曲、編曲：藤永龍太郎（Elements Garden）
歌：Poppin'Party
2019年4月19日於各大平台放送，作為同年5月18日、19日舉行的演唱會「NO GIRL NO CRY」主題曲。同一時間，由同台樂團SILENT SIREN演唱的版本也在各大平台發布。

## 特典CD

### 前へススメ! 原創CD
電視動畫「BanG Dream!」藍光版全卷購入附贈的特典CD。2017年11月22日發售。收錄了Poppin'Party第六張單曲《前へススメ!/夢みるSunflower》中，〈前へススメ!〉的各成員獨奏版本，發售店鋪和個別成員版本對應如下：
| 標題                         | 歌手                 | 規格品號 | 發售店鋪   |
| ---------------------------- | -------------------- | -------- | ---------- |
| 前へススメ! 〜山吹沙綾版本〜 | 山吹沙綾（大橋彩香） | -        | 亞馬遜日本 |
| 前へススメ! 〜戶山香澄版本〜 | 戶山香澄（愛美）     | -        | 安利美特   |
| 前へススメ! 〜花園多惠版本〜 | 花園多惠（大塚紗英） | -        | GAMERS     |
| 前へススメ! 〜牛込里美版本〜 | 牛込里美（西本梨美） | -        | 虎之穴     |
| 前へススメ! 〜市谷有咲版本〜 | 市谷有咲（伊藤彩沙） | -        | SOFMAP     |

### 翻唱曲特別CD

#### 第一彈
Poppin'Party第九張單曲《CiRCLING》與Roselia第五張單曲《Opera of the wasteland》的同時購入特典CD，2018年3月21日發售。收錄了手機遊戲「BanG Dream! 少女樂團派對」中使用的翻唱歌曲。發布歌曲及收錄曲目如下。全曲目的完整版本收錄於第一張翻唱專輯《バンドリ！ガールズバンドパーティ！ カバーコレクション Vol.1》中。
| 標題                                         | 曲目 | 演唱者                                                            | 規格品號 | 發售店鋪                  |
| -------------------------------------------- | --- | ----------------------------------------------------------------- | -------- | ------------------------- |
| BanG Dream! 3月21日發售單曲同時購入特典CD-青 | 「光るなら（game size ver.）」 「アスノヨゾラ哨戒班（game size ver.）」 「secret base〜君がくれたもの〜 （game size ver.）」 「魂のルフラン（game size ver.）」 「いーあるふぁんくらぶ（game size ver.）」 | Poppin'Party Afterglow Pastel*Palettes Roselia Hello Happy World! | -        | 安利美特                  |
| BanG Dream! 3月21日發售單曲同時購入特典CD-赤 | 「光るなら（game size ver.）」 「READY STEADY GO（game size ver.）」 「secret base〜君がくれたもの〜（game size ver.）」 「ETERNAL BLAZE（game size ver.）」 「いーあるふぁんくらぶ（game size ver.）」    | Poppin'Party Afterglow Pastel*Palettes Roselia Hello Happy World! | -        | GAMERS                    |
| BanG Dream! 3月21日發售單曲同時購入特典CD-黄 | 「千本櫻（game size ver.）」 「READY STEADY GO（game size ver.）」 「ふわふわ時間（game size ver.）」 「ETERNAL BLAZE（game size ver.）」 「ロメオ（game size ver.）」                                     | Poppin'Party Afterglow Pastel*Palettes Roselia Hello Happy World! | -        | Tower Records             |
| BanG Dream! 3月21日發售單曲同時購入特典CD-黑 | 「千本櫻（game size ver.）」 「アスノヨゾラ哨戒班（game size ver.）」 「ふわふわ時間（game size ver.）」 「魂のルフラン（game size ver.）」 「ロメオ（game size ver.）」                                   | Poppin'Party Afterglow Pastel*Palettes Roselia Hello Happy World! | -        | 武士道EC 虎之穴 WonderGOO |

#### 第二彈
Poppin'Party第十二張單曲《キズナミュージック♪屁、Roselia第七張單曲《BRAVE JEWEL》、RAISE A SUILEN第一張單曲《R・I・O・T》三張單曲同時購入特典CD。2018年12月12日發售。收錄了手機遊戲「BanG Dream! 少女樂團派對」中使用的翻唱歌曲。發布歌曲及收錄曲目如下。此外，本次特典CD總共推出五種不同封面的版本，但各版本的收錄曲都是一樣的。全曲目的完整版收錄於第二張翻唱專輯《バンドリ！ ガールズバンドパーティ！ カバーコレクション Vol.2》。
| 曲目 | 演唱者                                                            | 規格品號 |
| --- | ----------------------------------------------------------------- | -------- |
| 「君じゃなきゃダメみたい（game size ver.）」 「Redo（game size ver.）」 「ハッピーシンセサイザ（game size ver.）」 「深愛（game size ver.）」 「Go! Go! MANIAC（game size ver.）」 | Poppin'Party Afterglow Pastel*Palettes Roselia Hello Happy World! | -        |

### 短版三曲入CD
「BanG Dreamer 感謝Caravan」活動中發布的CD，2018年9月2日至11月25日的周末、假日間，相關的CD唱片店、樂器店、動畫店都有發布。收錄了動畫「BanG Dream! 2nd Season」的主題曲短版，包含Poppin'Party的〈キズナミュージック♪〉、Roselia〈BRAVE JEWEL〉，以及RAISE A SUILEN的〈R・I・O・T〉。
| 標題         | 曲目                                                                                             | 演唱者                              | 規格品號 |
| ------------ | ------------------------------------------------------------------------------------------------ | ----------------------------------- | -------- |
| 短版三曲入CD | 「キズナミュージック♪（short ver.）」 「BRAVE JEWEL（short ver.）」 「R・I・O・T（short ver.）」 | Poppin'Party Roselia RAISE A SUILEN | -        |

### Milky Holmes×Glitter*Green最終單曲發售紀念CD
聲優組合Milky Holmes的單曲《毎日くらいまっくす☆／そして、群青にとけていく》與Glitter*Green的單曲《Don't be afraid!》同時購入特典CD。兩張單曲都封有特典CD兌換卷，在2019年1月28日開始可以領取。

| 標題                                         | 曲目             | 演唱者        | 編曲                        | 規格品號 |
| -------------------------------------------- | ---------------- | ------------- | --------------------------- | -------- |
| Milky Holmes×Glitter*Green最終單曲發售紀念CD | 雨上がりのミライ | Glitter*Green | 岩橋星實（Elements Garden） | -        |

## 註腳
1. ↑  遠藤祐里香自藝能活動引退後，角色聲優因此更動[95]。並在2018年5月13日的「BanG Dream 5th☆LIVE」Day2：Roselia -Ewigkeit-演唱會上宣布接替人選[96]。CD錄製方面，遠藤則參與至2018年5月2日發售的專輯《Anfang》為止，同年7月25日的單曲《R》之後，開始由中島由貴擔任今井莉莎的聲優。
2. ↑  明坂因「突發性失聰」造成樂團活動困難，在經過醫師診斷後決定退出BanG Dream!的活動，並更換聲優，但CD錄製持續到第九張專輯《FIRE BIRD》為止。接替她的聲優為志崎樺音，在2018年11月7日舉辦的小型Live「Vier」上宣布接任，志崎參與了其後的Live活動，以及動畫第二季的配音錄製[97]。